# Zsótér Sándor
Zsótér Sándor (Budapest, 1961. június 20. –) Kossuth- és Jászai Mari-díjas magyar színművész, dramaturg, rendező, egyetemi docens a Színház- és Filmművészeti Egyetem színész tanszakán.

## Életpályája
Szülei: Zsótér Sándor és Mali Éva. A Színház- és Filmművészeti Főiskola dramaturg szakán végzett 1983-ban. 1983–1985 között a zalaegerszegi Hevesi Sándor Színház dramaturgja volt. 1985–1986-ban a szolnoki Szigligeti Színház, 1986–1990 között a Radnóti Miklós Színház, 1990–1992 között a nyíregyházi Móricz Zsigmond Színház dramaturgja volt. 1992–1994 között a Miskolci Nemzeti Színház rendezője, 1994–1996 között a szolnoki Szigligeti Színház főrendezője volt. 
1996-ban szerződött a Szegedi Nemzeti Színházhoz, majd 1999-ben a Radnóti Miklós Színházhoz. 2008 óta az egri Gárdonyi Géza Színház tagja. Oktatott tárgyai: színészmesterség, művészi beszéd, műelemzés. 1996 óta a Színház- és Filmművészeti Főiskola (2000-től Színház- és Filmművészeti Egyetem) oktatója. 2002 óta az egyetem adjunktusa, 2008-tól docense, 2004-től osztályvezető tanár.
Vendégként rendezett – többek között – a Nemzeti Színházban, Vígszínházban, a Magyar Állami Operaházban, a Budapesti Katona József Színházban, a Krétakör Színházban.

## Magánélete
Tíz évig, annak haláláig élt együtt Gaál Erzsi rendezővel.

## Színpadi munkái

### Színészként
- Csiky Gergely: Mukányi....
- Sarkadi Imre: Oszlopos Simeon, avagy lássuk Uramisten, mire megyünk ketten....Jób
- Osztrovszkij: Vihar....Ványa Kudrjas
- Babel: Húsvét....Janek
- Szophoklész: Oidipusz....Pap
- Shaw: Johanna....Ügyész
- Határ Győző: Jézus Krisztus születése....Jézus
- Coetzee: Szégyen....
- Vlagyimir Szorokin: A jég

### Szerzőként
- Koldus és királyfi (1986)
- Utazás a Föld körül nyolczvan nap alatt (1990)
- Danton (1990)
- 'hölgy kaméliák nélkül' (1993)
- Zalaszentivánéji álom (1993)
- Macskajátékok (1997)
- A világ feleségei (2003)
- Jane Eyre (2006)
- Elkéstél, Terry! (2009)
- Az 1/2 kegyelmű (2012)

### Rendezőként
- Barillet-Grédy: A kaktusz virága (1991)
- William Shakespeare: Titus Andronicus (1991)
- Rostand: Cyrano (1992)
- Williams: Orpheus alászáll (1992)
- Büchner: Woyzeck (1992)
- Dumas-Mann: 'hölgy kaméliák nélkül' (1993)
- Genet: A paravánok (1993, 2000)
- Berkoff: Görög (1994)
- Wyspiański: Novemberi éj (1994)
- Vörösmarty Mihály: Csongor és Tünde (1995, 2004)
- Victor Hugo: A király mulat (Rigoletto) (1995)
- Seneca-Kane: Phaedra (1995, 2003)
- Forgách András: A pincér (1995)
- Garaczi László: Mizantróp (1995)
- Bernhard: A világjobbító (1996)
- Esterházy Péter: Búcsúszimfónia (1996)
- Goethe: Faust (1996)
- Hauptmann: A patkányok (1997)
- Rostand: A sasfiók (1997)
- Örkény István: Macskajátékok (1997)
- Jahnn: III. Richárd megkoronázása (1997)
- Hauptmann: Henschel fuvaros (1997)
- Arthur Miller: Az ügynök halála (Fejének belseje) (1997, 2003)
- Brecht: A vágóhidak Szent Johannája (1998)
- Kesselring: Arzén és levendula (1998)
- Parti Nagy Lajos: Ibusár (1998)
- Brecht: Rettegés és ínség (1998)
- William Shakespeare: Pericles, Tyrus hercege (1999)
- William Shakespeare: Falstaff (1999)
- Mayenburg: Lángarc (1999)
- Frank Wedekind: A tavasz ébredése (1999)
- Churchill: Az iglic (2000)
- William Shakespeare: Athéni Timon (2000)
- Britten: Szentivánéji álom (2001)
- Euripidész: Bakkhánsnők (2001)
- Kane: Megtisztulva (2001)
- Brecht: A szecsuáni jólélek/jóember (2001)
- Brecht: Galilei élete (2002)
- Kane: Szétbombázva (2002)
- Euripidész: Getting Horny (2002)
- Jahnn: Medea (2002)
- Schönberg: Várakozás (2003)
- Zemlinsky: A törpe (2003)
- Duffy: A világ feleségei (2003)
- Brecht: A kaukázusi krétakör (2003)
- Brecht: Kurázsi mama és gyerekei (2004, 2006, 2012)
- Friedrich Schiller: Stuart Mária (2004)
- Brecht: Arturo Ui feltartóztatható felemelkedése (2004, 2009)
- Kleist: Pentheszileia (2004)
- Scribe: Adrienne (2005)
- Henrik Ibsen: Peer Gynt (2005)
- Maurice Maeterlinck: A kék madár (2006)
- Brecht: A városok dzsungelében (2006)
- Wyspianski: Akropolisz (2006)
- Charlotte Brontë: Jane Eyre (2006)
- Katona József: Bánk bán (2007)
- Bertolt Brecht: Az anya (2007)
- William Shakespeare: Lear király (2007)
- Friedrich Dürrenmatt: Az öreg hölgy látogatása (2007)
- Weöres Sándor: Octopus, avagy Szent György és a Sárkány históriája (2008)
- Koltès: A néger és a kutyák harca (2008)
- William Shakespeare: A velencei kalmár (2008)
- William Shakespeare: Lír (2008)
- Makszim Gorkij: Vassza Zseleznova (2008)
- Brecht: A kivétel és a szabály (2008)
- Raymond Chandler: Elkéstél, Terry! (2009)
- Haydn: Orfeusz és Euridiké, avagy a filozófus lelke (2009-2010)
- Musset: Lorenzaccio (2009)
- William Shakespeare: Hamlet (2009)
- Fényes Szabolcs: Maya (2010)
- Kander-Ebb: Chicago (2010)
- Claudel: A selyemcipő (2010)
- Brecht: Félelem és macskajaj a Harmadik Birodalomban (2010)
- Meller Rózsi: Meller-hadnagy (Notóriusok VII.) (2010)
- Beaumarchais: Figaro házassága (2010)
- Labiche-Michel: Egy olasz szalmakalap (2011)
- Williams: Vágyvillamos (2011)
- Jelinek: Mi történt, miután Nóra elhagyta a férjét, avagy a társaságok támaszai (2012)
- Dosztojevszkij: Az 1/2 kegyelmű (2012)
- Brecht: A gömbfejűek és a csúcsfejűek (2012)

## Filmjei

### Játékfilmek
- Ballagás (1980)
- Mennyei seregek (1983)
- Szerencsés Dániel (1985)
- Isten veletek, barátaim (1987)
- Miss Arizona (1987) (András)
- Hótreál (1988)
- Hanussen (1988)
- Könnyű vér (1989)

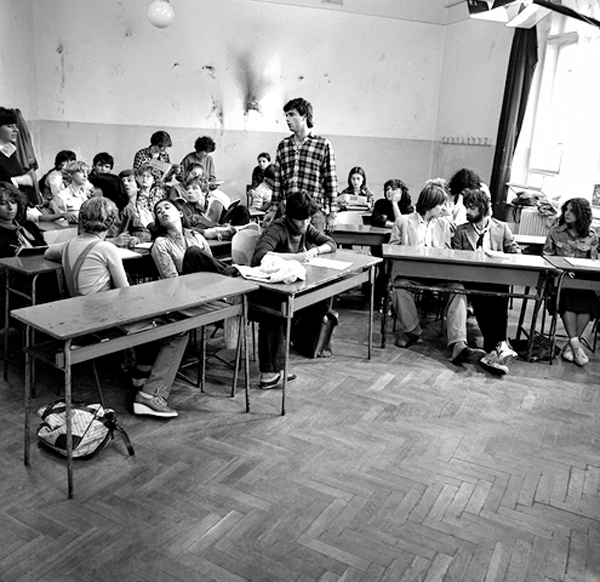
A Ballagás című filmben saját nevén szerepelt (a képen jobbról a harmadik)

- Béketárgyalás, avagy az évszázad csütörtökig tart (1989)
- És mégis... (1991)
- Köd (1994)
- Ébredés (1994)
- Sorstalanság (2005)
- A hét nyolcadik napja (2006)
- Töredék (2007)
- Lányok (2007)
- Isteni műszak (2013)
- Fehér Isten[4] (2014)
- Saul fia (2015)
- A Viszkis (2017)
- Napszállta (2018)
- Éger (2023)

### Tévéfilmek
- Klapka légió (1983)
- Hamlet (1983)
- Szellemidézés (1984)
- Bevégezetlen ragozás (1985)
- Vonzások és választások (1985)
- Kaméliás hölgy (1986)
- T.I.R. (1987)
- A végtelenek a párhuzamosban találkoznak (1986)
- A Valencia-rejtély (1995)

## Forgatókönyvei
- Nincsen nekem vágyam semmi (1999)
- Haláli történetek (1991)
- Szép napok (2002)
- A 78-as szent Johannája (2003)

## Díjai, elismerései
- Jászai Mari-díj (1998)
- Színikritikusok Díja (1999, 2001, 2002, 2005, 2006, 2008, 2009, 2010, 2012, 2015)
- A fővárosi önkormányzat díja (2001, 2003, 2008)
- Gundel művészeti díj (2001)
- A színházi találkozó díja (2003, 2004)
- Vámos László-díj (2003)[5]
- Soros-díj (2003)
- Nádasdy Kálmán-díj (2004)
- Kossuth-díj (2006)
- A filmszemle díja (2007)
- POSZT (2008) - legjobb rendezés díja (Az öreg hölgy látogatása)
- Színikritikusok Díja: A legjobb rendezés. (2016-Galiei)
- Magyar Színházakért-díj (2019)[6]